# 庫羅爾特內 (丘胡伊夫區)
49°40′33″N 36°27′10″E / 49.67583°N 36.45278°E

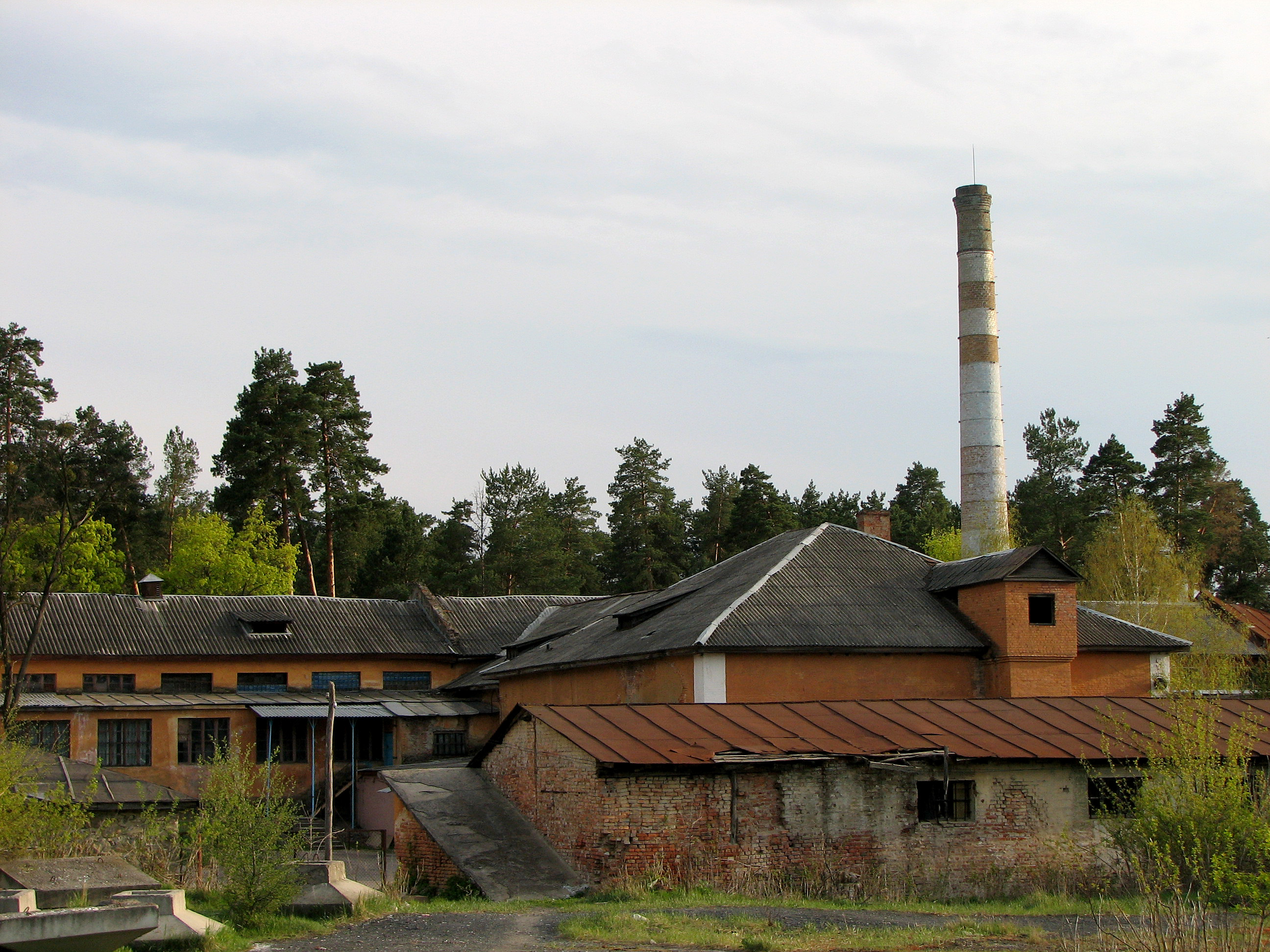

庫羅爾特內（烏克蘭語：Курортне）是位於烏克蘭東部的村莊，由哈爾科夫州丘胡伊夫区的斯洛博然斯凱市鎮負責管轄。該村始建於1666年，面積1.85平方公里，海拔高度109米，2001年人口294，人口密度每平方公里158.9人。